# Юзін (Сохачевський повіт)
Юзін (пол. Józin) — село в Польщі, у гміні Рибно Сохачевського повіту Мазовецького воєводства.
Населення — 99 осіб (2011).
У 1975-1998 роках село належало до Скерневицького воєводства.

## Демографія
Демографічна структура станом на 31 березня 2011 року:
|          | Загалом | Допрацездатний вік | Працездатний вік | Постпрацездатний вік |
| -------- | ------- | ------------------ | ---------------- | -------------------- |
| Чоловіки | 46      | 7                  | 30               | 9                    |
| Жінки    | 53      | 15                 | 29               | 9                    |
| Разом    | 99      | 22                 | 59               | 18                   |